# Xerasia grisescens
Xerasia grisescens är en skalbaggsart som först beskrevs av Jayne 1882.  Xerasia grisescens ingår i släktet Xerasia och familjen hallonängrar. Inga underarter finns listade i Catalogue of Life.